# Medea (jméno)
Medea je ženské křestní jméno řeckého původu Μηδεια (Médeia) znamenající přemýšlející, meditující. Další varianta jest Medeia.

## Známé nositelky
- Medea Čachava, herečka
- Medea Dvorská, dcera Lucie Dvorské a vnučka herečky Mileny Dvorské
- Médeia, mocná čarodějka z řeckých mýtů

## Další významy
- Médea (film, 1969) – francouzsko-italsko-německý film
- Médea (film, 1988) – dánský film
- Medea (odrůda révy vinné)